# Junkerhaus (Wellesweiler)
Das Junkerhaus in Wellesweiler ist das älteste erhaltene Gebäude des Ortes. Das Baudenkmal befindet sich in der Eisenbahnstraße 18 bis 22 und wird heute sowohl als Wohnhaus als auch als Veranstaltungsraum genutzt.

## Geschichte
Das genaue Baudatum ist unbekannt. Erste Nachweise lassen sich für 1602 finden, so wohnte zu dieser Zeit ein Junker namens Johann Quandt von Landscron in dem Haus. Nach dem Dreißigjährigen Krieg ist Wellesweiler komplett zerstört und fast menschenleer. Der Junker wird nicht mehr erwähnt, aber eine alte Frau soll noch in dem Haus gelebt haben. Das Gebäude fiel, wie auch der Rest von Wellesweiler, an Nassau-Ottweiler. Ab dem 5. Oktober 1685 wurde das Haus als Pachthof vergeben. Während der Koalitionskriege wurde das Hofgut 1793 von der französischen Regierung eingezogen und 1805 versteigert. Das Haus ging danach in Privatbesitz über.
1880 wurde hinter dem Haus eine Schmiede errichtet, die ebenfalls seit 2007 ein Baudenkmal ist. Diese wurde bis in die 1930er Jahre betrieben. Das Anwesen gehörte seit 1805 durchgängig jeweils drei Familien. 2003 stand der rückwärtige Teil inklusive Schmiede zum Verkauf und wurde vom Wellesweiler Arbeitskreis für Geschichte, Landeskunde und Volkskultur e.V. mit Zuschüssen der Aleksandra-Stiftung zur Förderung der Westricher Geschichtsforschung aufgekauft und renoviert. Es wird heute als Veranstaltungsraum des Arbeitskreises genutzt, aber auch für Veranstaltungen und Feierlichkeiten vermietet.